# Bella Vista (Corrientes)
Bella Vista is een plaats in het Argentijnse bestuurlijke gebied Bella Vista in de provincie Corrientes. De plaats telt 35.350 inwoners.

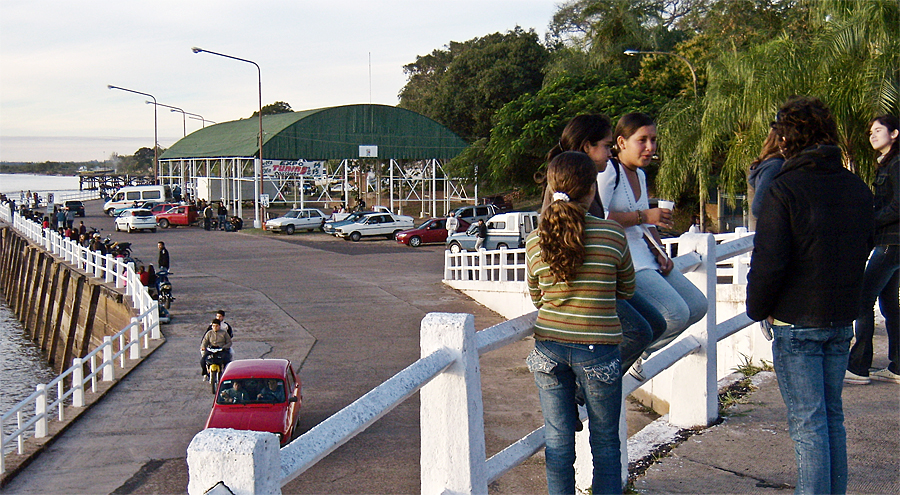
Bella Vista